# Bad Taste Records
La Bad Taste Records è un'etichetta discografica indipendente svedese con sede a Lund.
L'etichetta possiede l'agenzia di booking Bad Taste Events, la compagnia di gestione degli artisti OBA Management e l'editore Feeble Music. Tutte le compagnie vanno sotto il nome di Bad Taste Empire.
Il catalogo è stato distribuito in Europa, dal 2008 al 2012, tramite la Rude Records.

## Storia
La Bad Taste fu fondata nel 1992 a Kävlinge da Björn Barnekow, Ola Ekström and Robert Larsson. La prima pubblicazione, l'EP Skate to Hell dei Satanic Surfers, uscì nell'agosto del 1994.
Fu una delle prime etichette svedesi ad imporsi nella scena punk rock e hardcore punk dei primi anni Novanta, insieme alla Burning Heart Records.
Nel 2000 i tre fondatori lasciano l'etichetta e ad essi subentra Jonas Nilsson.
Più tardi l'etichetta si è diversificata, virando verso il rock, l'emo, il reggae e l'hip hop.

## Artisti

### Attuali
Artisti sotto contratto con la Bad Taste Records all'11 ottobre 2020:
- Anansi
- Anna of the North
- Anton Axélo
- Chords
- Danko Jones
- Julia Adams
- Kim Cesarion
- Lemaitre
- Timbuktu
- Tingsek
- Tomas Andersson Wij

### Passati
- All Systems Go!
- Astream
- Chixdiggit
- CunninLynguists
- David & the Citizens
- Denison Witmer
- Dropnose
- Four Square
- Early to Bed
- ELWD
- Embee
- Hard-Ons
- Intensity
- Joey Cape
- Langhorns
- Last Days of April
- Logh
- Looptroop Rockers
- Misconduct
- Mohammed Ali
- Navid Modiri & Gudarna
- OnceJust
- Pridebowl
- Promoe
- Sahara Hotnights
- Satanic Surfers
- Svenska Akademien
- Turtlehead
- Quit Your Dayjob
- Within Reach